# Olenos (Vater des Tektaphos)
Olenos, griechisch Ὤλενος, Ṓlenos, lateinisch und deutsch mit gleicher Betonung auch Ólenus, ist eine Gestalt der griechischen Mythologie. Einzige Quelle ist das zwölfte Buch der ovidianischen Metamorphosen.

## Mythos
Er hat einen Sohn, den Tektaphos, der in der Kentauromachie auf der Hochzeit des Peirithoos vom Kentauren Phaiokomes getötet wird. Ovid bezeichnet den Sohn dort als den Tectaphon Oleniden, also als den olenidischen Tektaphos, das heißt Sohn des Olenos. Da der Sohn in der Kentauromachie ein Lapithe ist, müsste auch der Vater zu diesem sagenhaften Volksstamm gehören. Der Name des Sohns und die Zuordnung des Sohns zu einem sonst unbekannten Olenos sind wohl Erfindungen Ovids, um den Sohn hervorzuheben, siehe dazu mehr im Artikel Tektaphos. Ob er der Eponymos einer der mehreren gleichnamigen Poleis sein könnte, bleibt Spekulation.